# Autoconstrucción
Con la palabra autoconstrucción en el campo de la ingeniería se indican las estrategias dirigidas a sustituir con operadores aficionados las empresas artesanales o industriales que, en una estructura productiva desarrollada, se ocupan normalmente de realizar los edificios para futuros usuarios.
Las motivaciones en la adopción de sistemas que se pueden autoconstruir dependen a veces de la mayor o menor escasez económica, que no deja alternativas y otras veces de la curiosidad que pone en discusión los lugares comunes.
Hasta pocos años atrás con autoconstrucción se entendía un proceso constructivo mediante el cual, una familia y aunque ya sea sola o en coordinación con sus vecinos se abocan a construir su propia vivienda, avanzando en la medida en que van progresivamente disponiendo de recursos. Se trata de un proceso que caracterizó la formación de algunas periferias de las ciudades en Europa del Sur durante la década de los años 1960 y 1970, aunque aparece ya a finales del siglo XX. Ahora se prefiere hacer una distinción. Cuando son los futuros usuarios los que realizan su propia casa, la motivación más frecuente es la falta de dinero y cuando son los proyectistas, los investigadores o los estudiantes los que materializan sus propias ideas, participando directamente en la construcción, la inquietud central es generalmente la experimentación de métodos e instrumentos innovadores.

## Tradicional

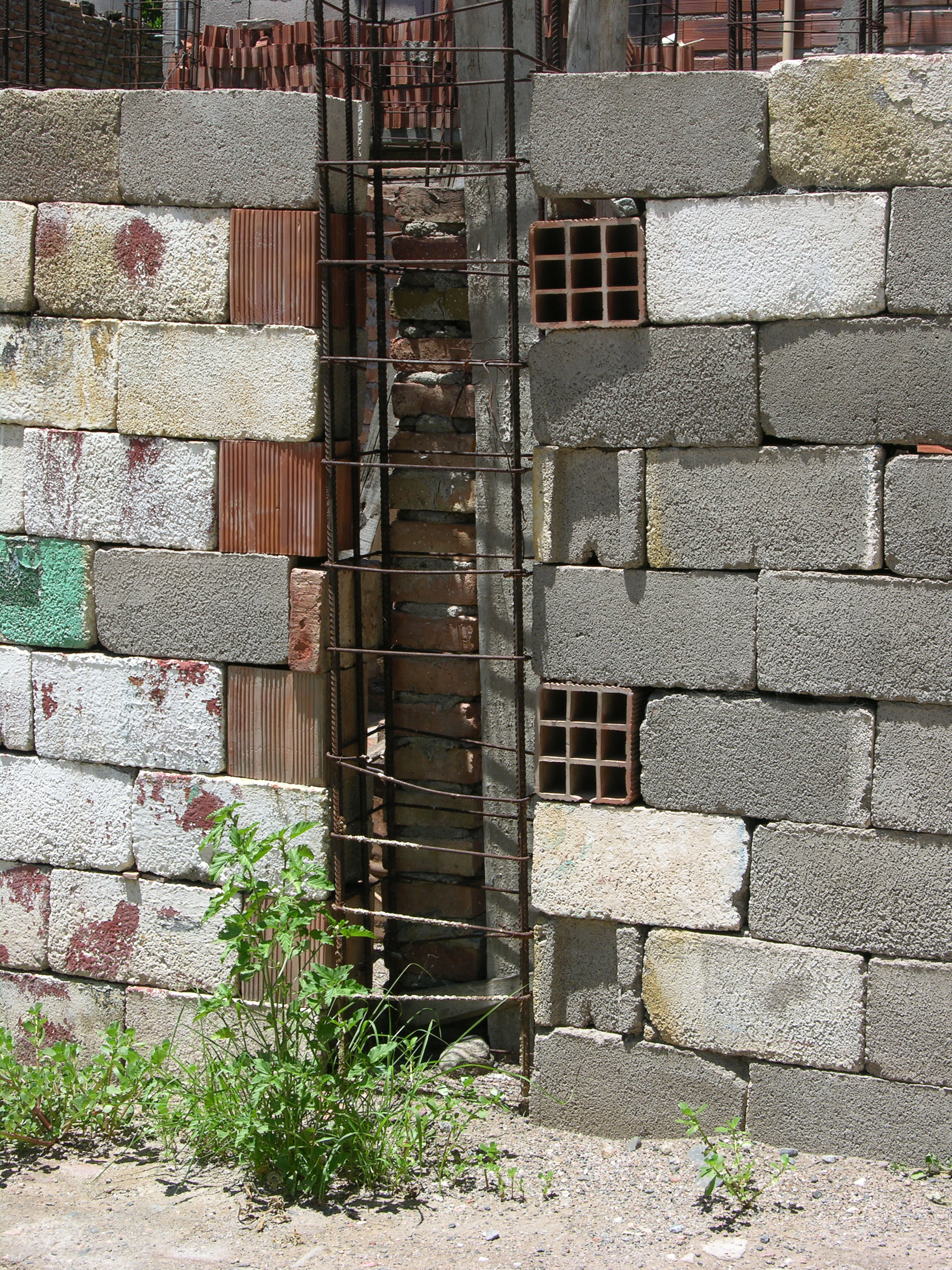
Hormigón reinterpretado.

Desde tiempos remotos, los habitantes de los pueblos o barrios de la periferia metropolitana trabajan en la construcción de sus propias viviendas. Otras veces, son las colectividades marginadas las que se ocupan de construir edificios para intereses comunes. El trabajo no retribuido está claramente motivado por la escasez de recursos financieros y corresponde a un limitado nivel de especialización y organización en la estructura productiva local. En este primer caso la tecnología es en general derivada, sin mucha atención, del contexto histórico y geográfico donde se construye.
Puesto que las tradiciones están muy radicadas en los lugares, el uso de las tecnologías tradicionales está considerada como una forma de defensa de los caracteres distintivos de una cultura. Pero las mayorías de las veces los constructores diletantes reproducen una mala copia de las tecnologías pensadas y funcionales al mercado de los ricos. Es suficiente pensar en las ilimitadas periferias metropolitanas de los países en vías de desarrollo, donde barracas autoconstruidas se amontonan en barrios con graves carencias estructurales. En el mismo tiempo, este tipo de autoconstrucción popular y espontánea genera rápidas respuestas a las necesidades de personas indigentes. El análisis puntual de estas viviendas pone en evidencia las contradicciones económicas y ambientales que las caracterizan: láminas metálicas ardientes bajo el sol tropical, estructuras portantes construidas después de las paredes, etc.

## Innovadora
Una manera simétrica de entender la autoconstrucción concierne la implicación de los proyectistas en la realización efectiva de la propuesta o del prototipo. Para los investigadores, el objeto de estudio e innovación es la tecnología misma, usada tanto en el proyecto como en la construcción; tecnología que es extrapolada (o mejor librada) de la consolidada relación entre disciplinas y especializaciones, para ofrecer soluciones más apropiadas en términos ambientales y antropológicos.
La referencia de quien opera para integrar investigación y experimentación, proyecto y construcción, es Richard Buckminster Fuller, adoptado como maestro de los movimientos juveniles de los años 60 y 70, que construyeron y habitaron sus geodésicas. En tiempos más recientes el referente es Shigeru Ban, que realiza viviendas temporales con tubos de papel reciclado en zonas afectadas por calamidades naturales o invita los estudiantes a construir cáscaras sutiles con listones de bambú.
Michael Weinstock en la Architectural Association School o los Nox, con sus obras-manifiesto construidas en primera persona, ofrece nuevas perspectivas sobre las relaciones entre geometría y material, modelo físico y modelo virtual, proyecto y construcción. Además, junto a la intención de los proyectistas están evolucionando también los instrumentos del pensamiento y de la acción tecnológica.

## Repertorio
Experimentos de autoconstrucción organizados en colaboración entre Universidades de Argentina, Paraguay e Italia.

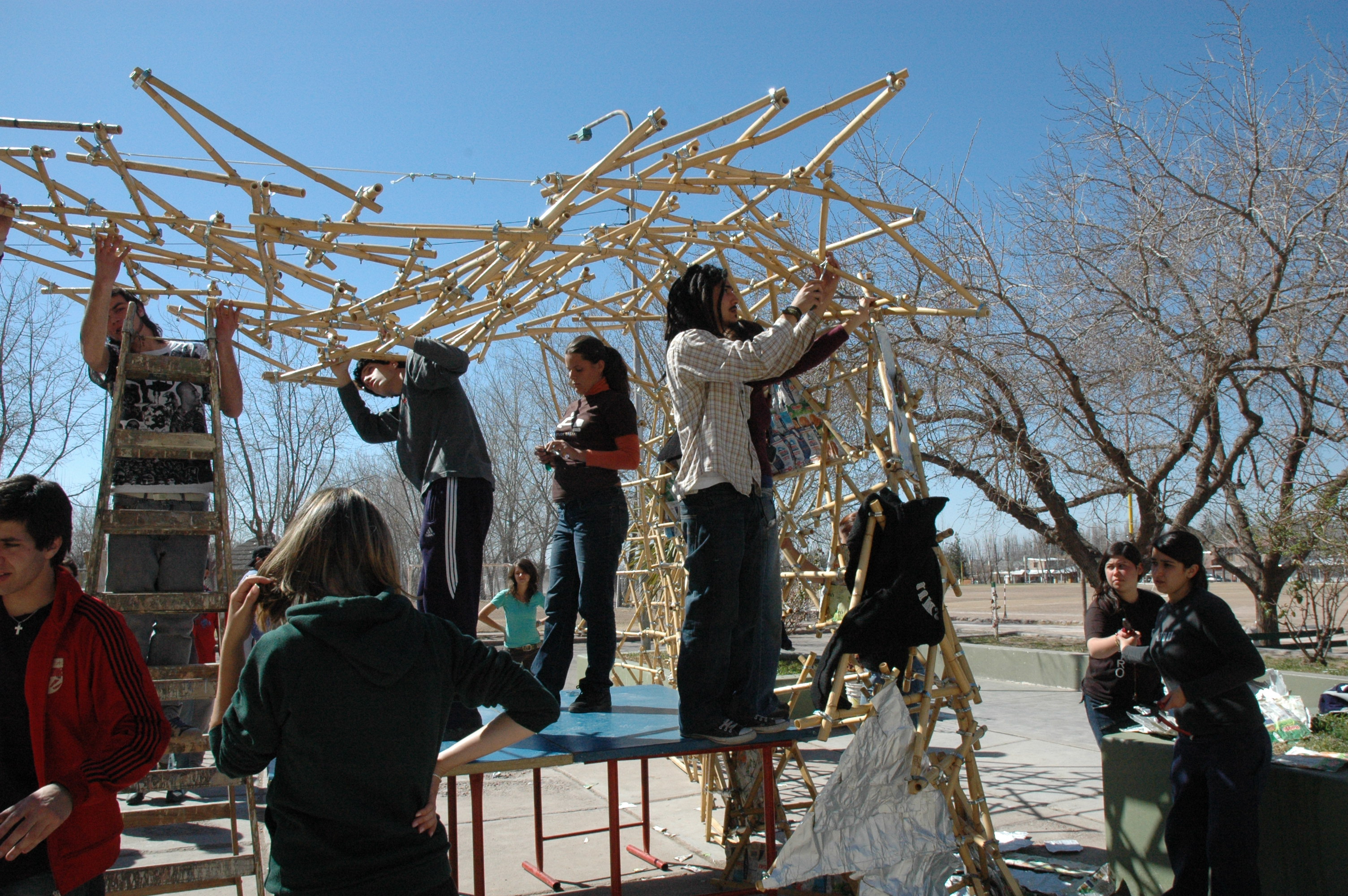
Retículo autoorganizado (2007)
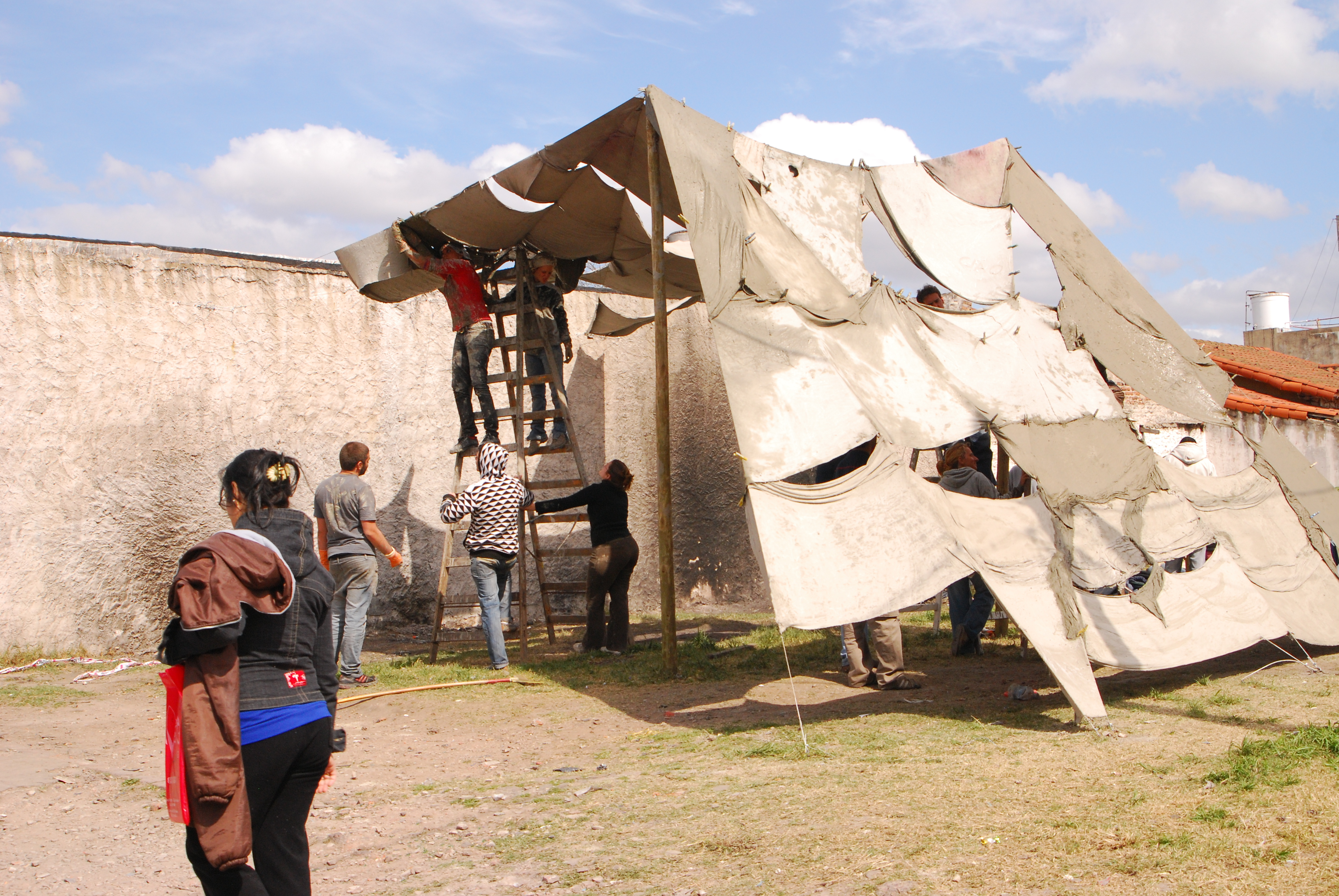
Cables, tejido y cemento (2008)